# 1979년 지중해 게임
1979년 지중해 게임(세르보크로아트어: Медитеранске игре 1979, Mediteranske igre 1979)은 제8회 지중해 게임으로 1975년 9월 15일부터 29일까지 유고슬라비아 스플리트에서 열렸다. 14개국 2408명의 선수가 참가했으며 25개 종목이 진행되었다. 
이탈리아가 가장 많은 메달을 획득했으나 개최국 유고슬라비아가 16년 만에 이탈리아를 밀어내고 가장 많은 금메달을 획득하면서 종합 메달 순위 1위에 올랐다.

## 종목
- 농구
- 다이빙
- 럭비 유니언
- 레슬링
- 배구
- 복싱
- 사격
- 사이클
- 수구
- 수영
- 승마
- 양궁
- 역도
- 요트
- 유도
- 육상
- 조정
- 체조
- 축구
- 카누
- 탁구
- 테니스
- 펜싱
- 하키
- 핸드볼

## 참가국
제8회 지중해 게임에는 총 14개 국가가 참가했다.
- 그리스 (195)
- 레바논 (13)
- 모나코 (5)
- 모로코 (106)
- 몰타 (68)
- 스페인 (263)
- 시리아 (11)
- 알제리 (136)
- 유고슬라비아 (409)  (개최국)
- 이탈리아 (368)
- 이집트 (205)
- 튀니지 (154)
- 튀르키예 (188)
- 프랑스 (287)

## 메달 집계
개최국
| 순위 | 국가         | 금메달 | 은메달 | 동메달 | 합계 |
| ---- | ------------ | ------ | ------ | ------ | ---- |
| 1    | 유고슬라비아 | 56     | 38     | 33     | 127  |
| 2    | 프랑스       | 55     | 40     | 34     | 129  |
| 3    | 이탈리아     | 49     | 63     | 47     | 159  |
| 4    | 스페인       | 16     | 20     | 32     | 68   |
| 5    | 그리스       | 7      | 10     | 13     | 30   |
| 6    | 튀르키예     | 5      | 5      | 14     | 24   |
| 7    | 이집트       | 3      | 9      | 10     | 22   |
| 8    | 알제리       | 1      | 5      | 10     | 16   |
| 9    | 튀니지       | 1      | 2      | 9      | 12   |
| 10   | 레바논       | 1      | 1      | 0      | 2    |
| 11   | 시리아       | 1      | 0      | 0      | 1    |
| 12   | 모로코       | 0      | 2      | 3      | 5    |
| 합계 | 합계         | 195    | 195    | 205    | 595  |